# Grigoriopol (arrondissement)

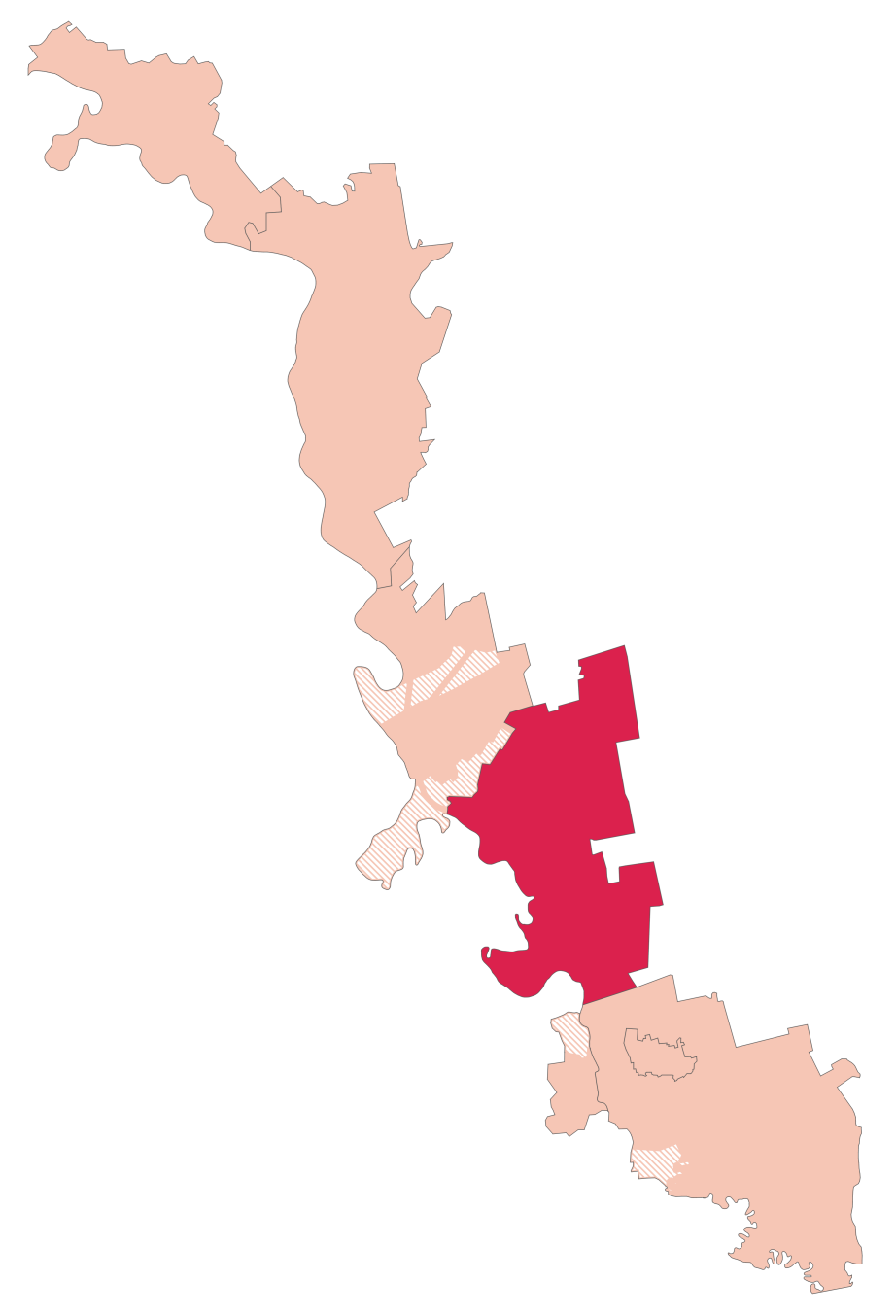
locatie

Grigoriopol (Russisch: Григориопольский район, Grigoripolskij rajon; Roemeens: Raionul Grigoriopol) is een arrondissement in Transnistrië. Het arrondissement ligt in het zuiden van Transnistrië. Vele inwoners van het arrondissement zijn Russen.